# Розподіл Накаґамі
Помилка Lua у Модуль:Navbar у рядку 61: Неприпустима назва {{subst:PAGENAME}}.
Розподіл Накаґамі — розподіл імовірностей випадкової величини {\displaystyle \displaystyle X}, що відноситься до Гамма-розподілу. Характеризується двома параметрами: параметр форми {\displaystyle m\geq 1/2}, та параметр, що контролює статистичну дисперсію {\displaystyle \Omega >0}.

## Властивості
Щільність розподілу обчислюється за формулою:
{\displaystyle f(x;\,m,\Omega )={\frac {2m^{m}}{\Gamma (m)\Omega ^{m}}}x^{2m-1}\exp \left(-{\frac {m}{\Omega }}x^{2}\right)} {\displaystyle \quad \forall x\geq 0~~(m\geq 1/2,{\text{ and }}\Omega >0),}
де {\displaystyle \Gamma (z)} — гамма-функція.
Відповідна функція розподілу ймовірностей має вигляд:
{\displaystyle F(x;\,m,\Omega )=P\left(m,{\frac {m}{\Omega }}x^{2}\right)}
де {\displaystyle P} — неповна гамма-функція.
Математичне сподівання та дисперсія випадкової величини з розподілом Накаґамі виражається як:
{\displaystyle mu(X)={\frac {\Gamma (m+{\frac {1}{2}})}{\Gamma (m)}}\left({\frac {\Omega }{m}}\right)^{1/2}}
і
{\displaystyle {\textrm {var}}(X)=\Omega \left(1-{\frac {1}{m}}\left({\frac {\Gamma (m+{\frac {1}{2}})}{\Gamma (m)}}\right)^{2}\right)}

## Оцінка параметрів
Параметри {\displaystyle m} та {\displaystyle \Omega } оцінюються наступним образом:
{\displaystyle m={\frac {\operatorname {E} ^{2}\left[X^{2}\right]}{\operatorname {Var} \left[X^{2}\right]}},}
та
{\displaystyle \Omega =\operatorname {E} \left[X^{2}\right].}